# Bakkay Béla
Bakkay Béla (Kőrösmező, Kárpátalja, ma Ukrajna, 1886. február 5. –  ???) magyar költő.

## Életútja
1919-től a szatmári katolikus főgimnáziumban tanított. A Hírnökben, Pásztortűzben, s a szatmári Katolikus Életben közölt cikkei, irodalmi tanulmányai és versei mellett két önálló kötettel jelentkezett: Göncölszekér (versek, Nagykároly, 1922) és Bianca (verses regény, Szatmár 1925). 1930-ban áttelepült Magyarországra.